# Selva Hoh

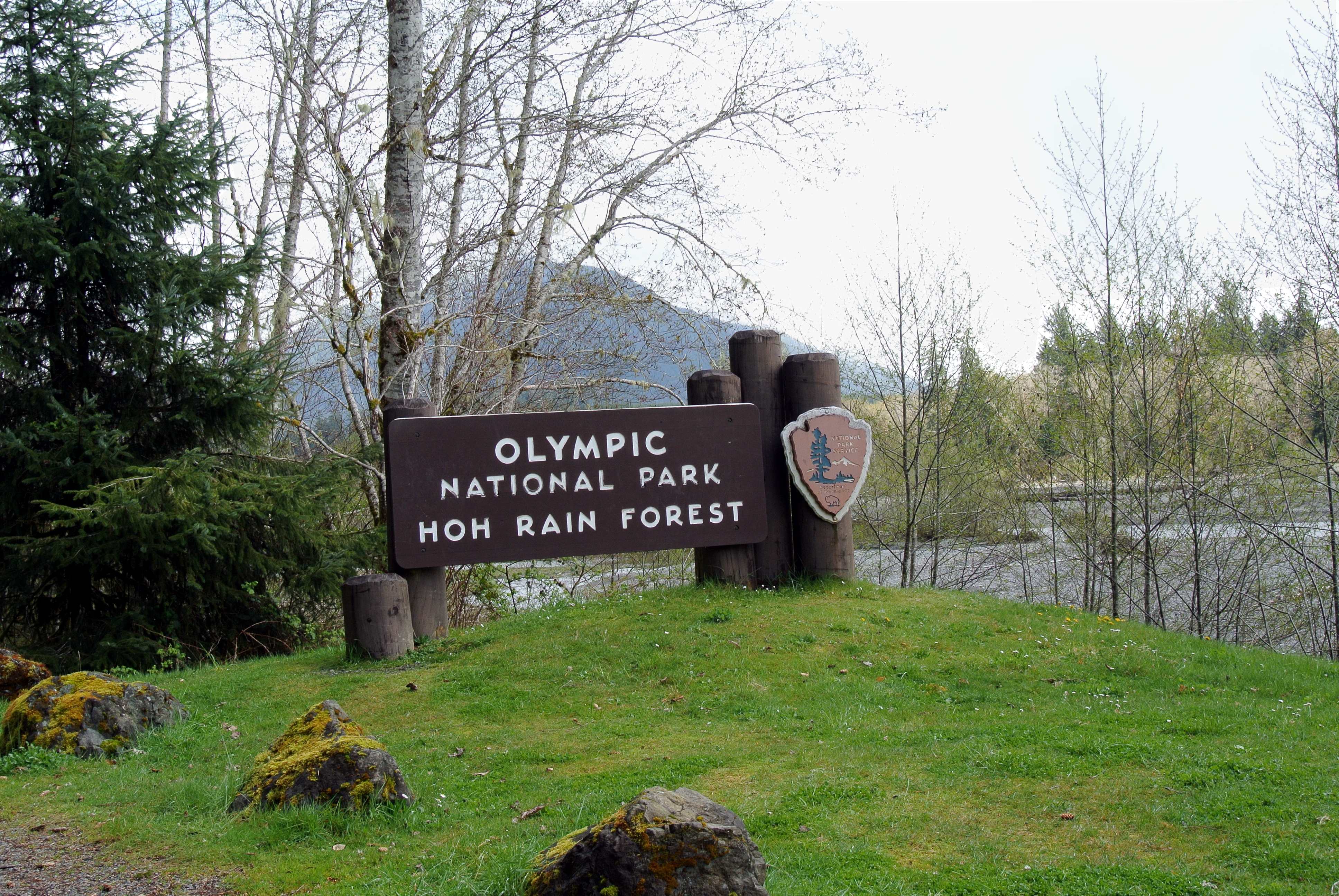
Entrada de la selva húmeda Hoh.

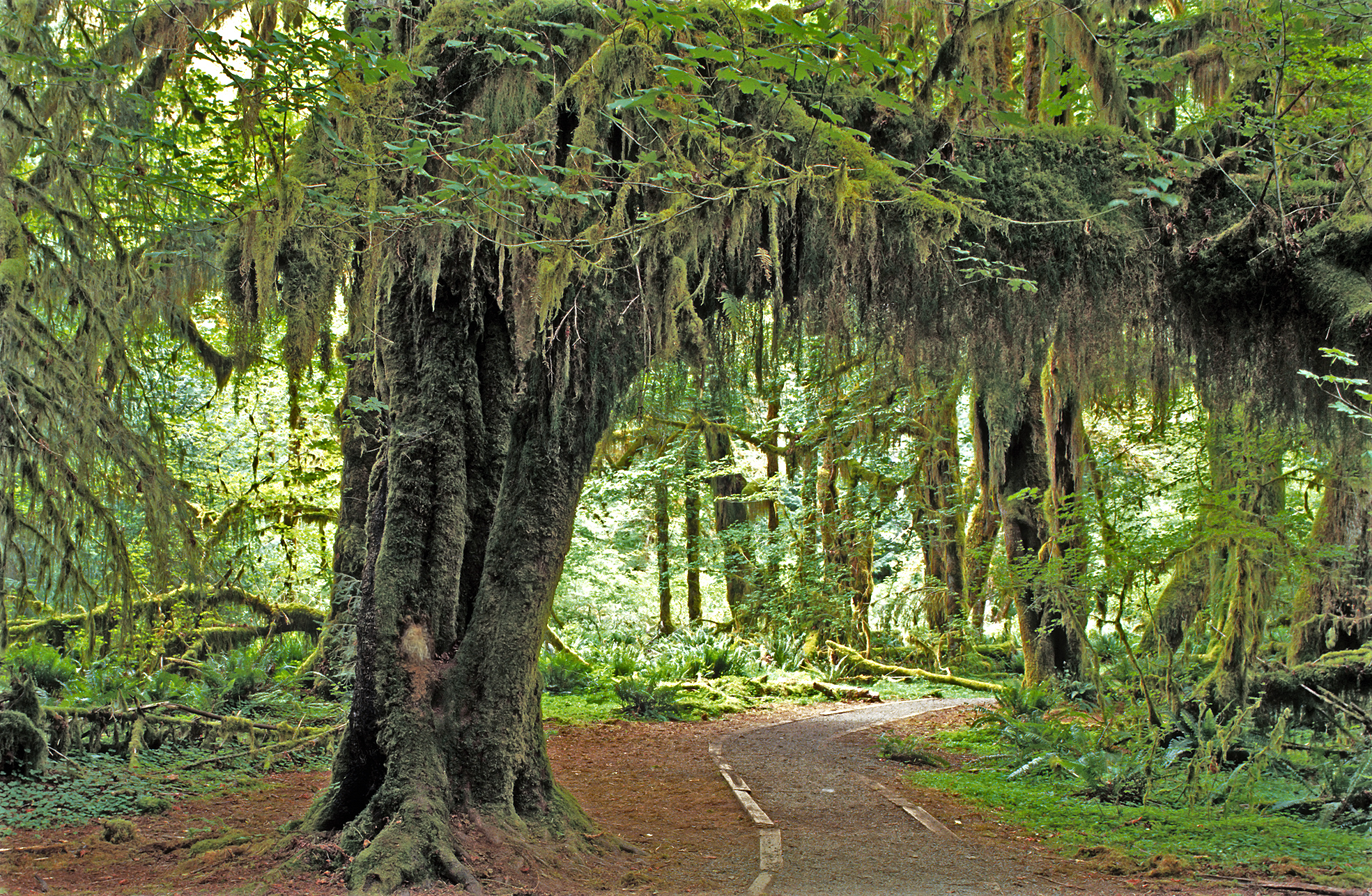
La selva húmeda Hoh.

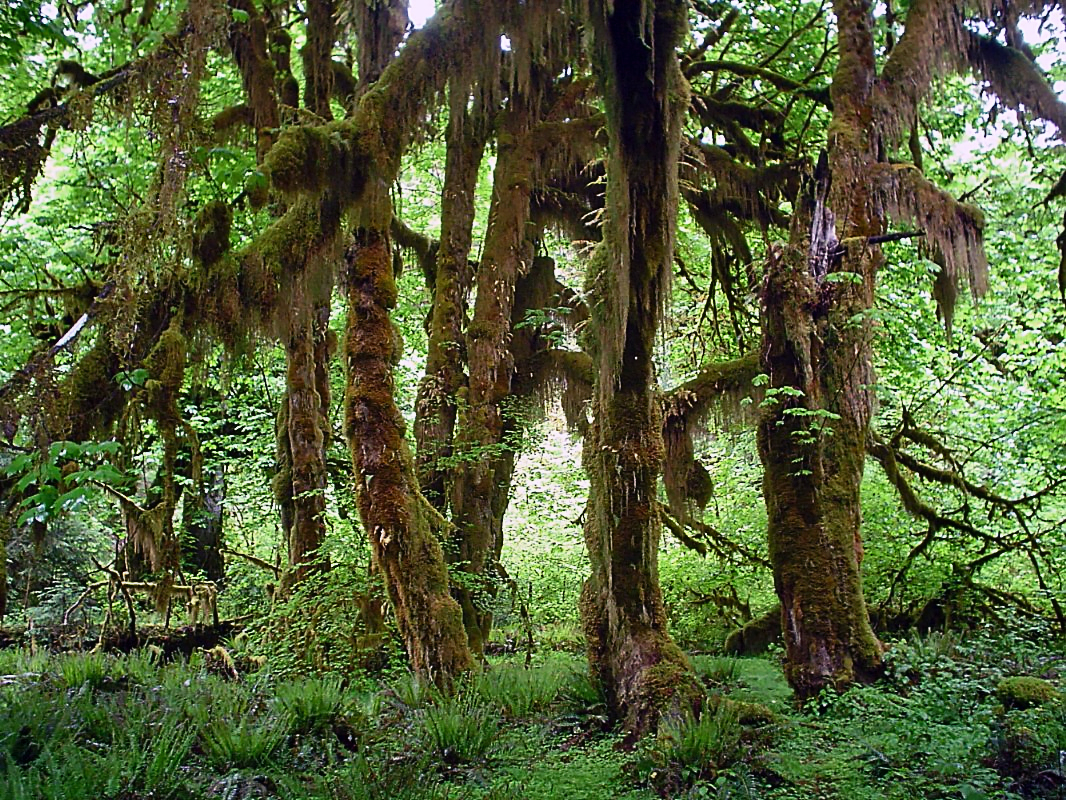
Arces de hojas grandes en la selva Hoh.

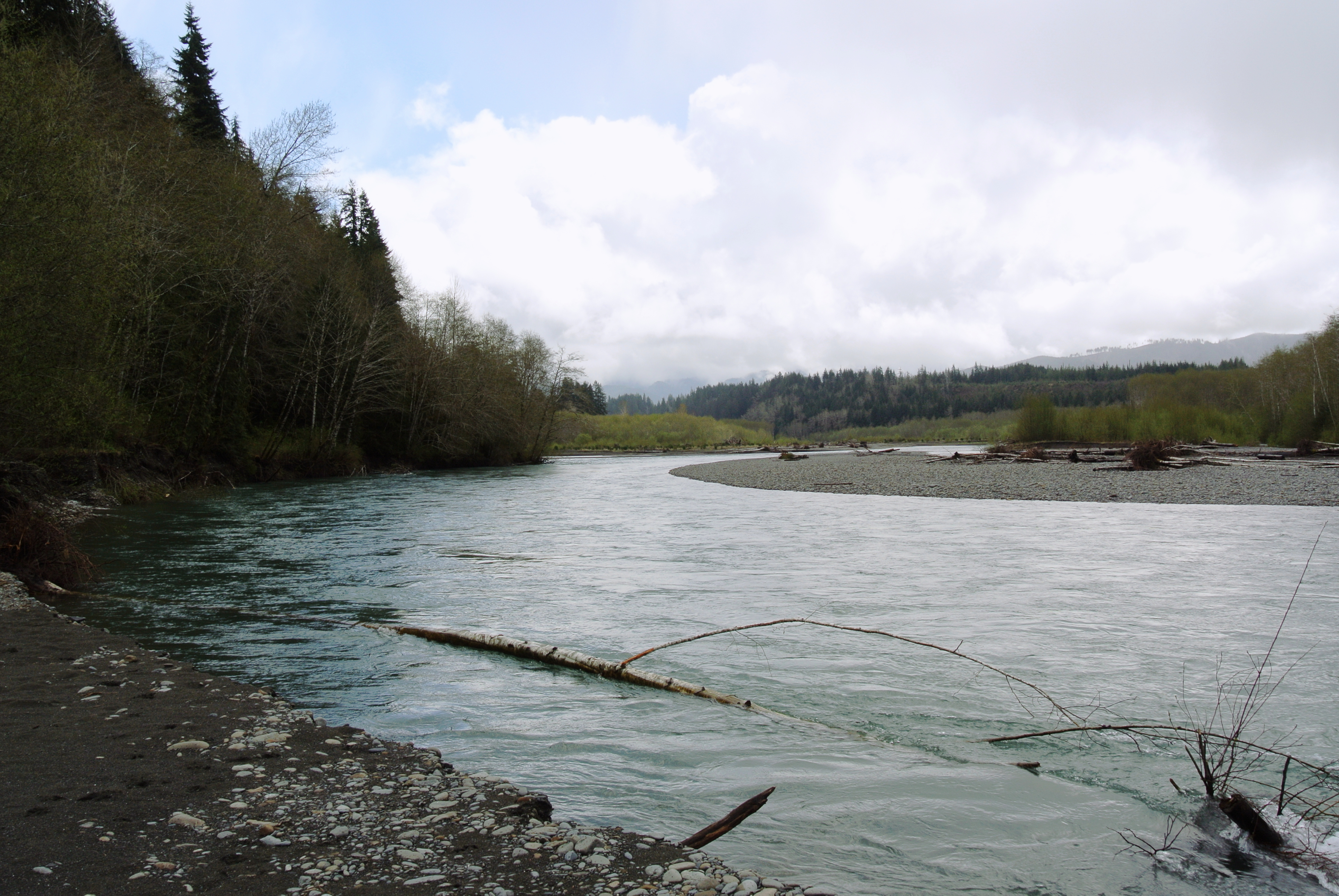
Río Hoh.

La selva Hoh se encuentra en la península Olímpica en el oeste del estado de Washington, Estados Unidos. Es uno de los únicos bosques templados en los Estados Unidos, y también uno de los más grandes. En el Parque Nacional de Olympia, el bosque está protegido contra la explotación comercial. Esto incluye 39 km de los bosques a menor altitud a lo largo del río Hoh. La zona tomó su aspecto actual hace miles de años por acción de los glaciares.

## Clima
El clima es un riguroso clima oceánico. La precipitación anual varía de 360 a 420 cm. Los veranos son relativamente secos, pero solo en comparación con el resto del año. Las inundaciones a finales del otoño, invierno y primavera hacen que el río Hoh erosione regularmente sus orillas o cambie su curso.

## Fauna y flora

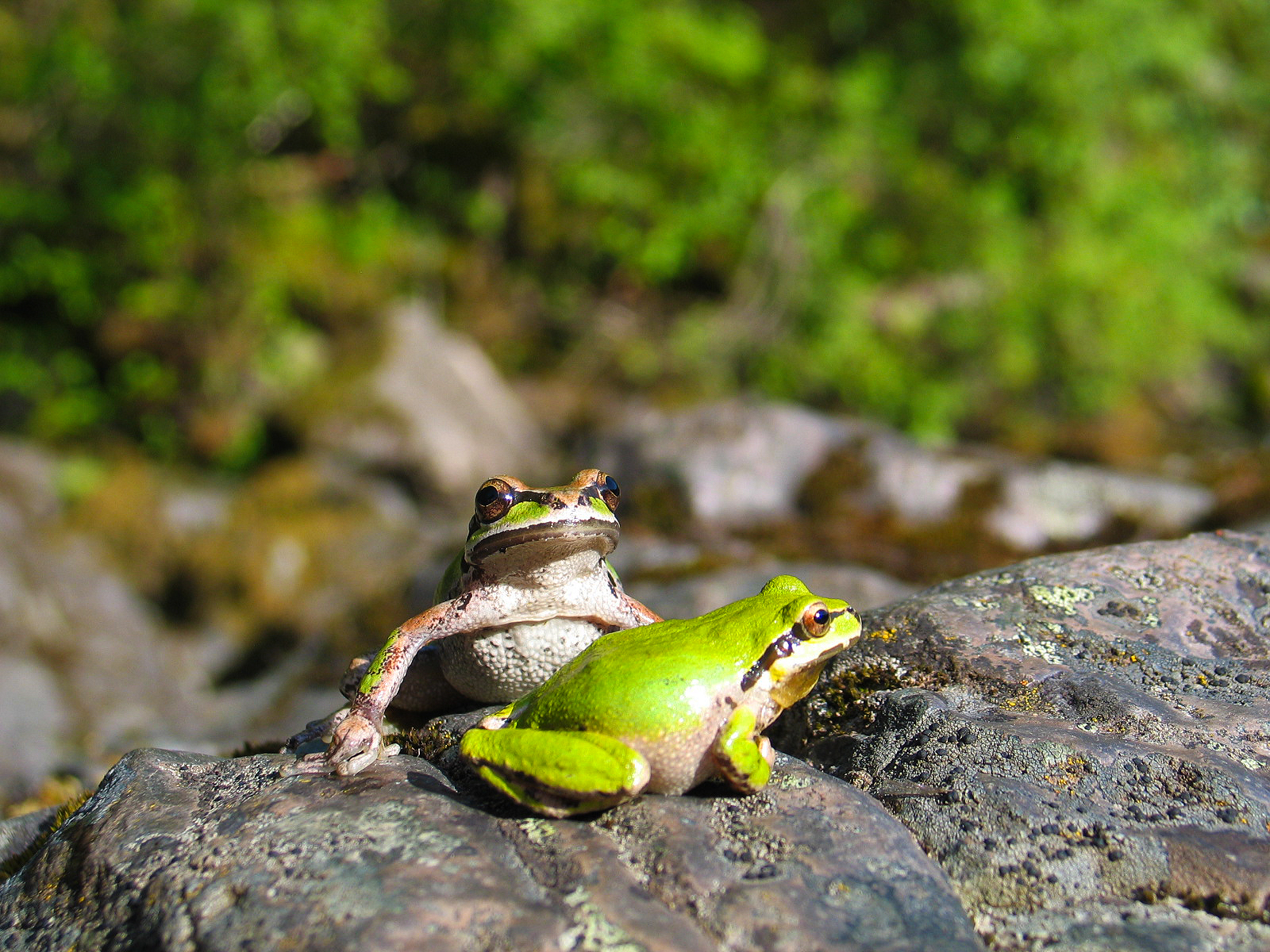
Ranas a orillas del Río Hoh.

Las especie dominantes en la selva húmeda son el abeto de Sitka (Picea sitchensis) y la tsuga del Pacífico (Tsuga heterophylla). Algunos crecen de gran tamaño, alcanzando los 95 m de altura y 7 m de diámetro. Árboles como el pino de la costa de Oregón (Pseudotsuga menziesii var. Menziesii), el cedro rojo occidental (Thuja plicata), el arce de hoja grande (Acer macrophyllum), el alder rojo, el arce enredadera (Acer circinatum), y el chopo de California (Populus trichocarpa) también se encuentran por todo el bosque. 
Mucha fauna autóctona habita en el bosque tropical de Hoh, especialmente la rana del Pacífico (Pseudacris regilla), el búho manchado del norte (Strix occidentalis caurina), el lince rojo (Lynx rufus), el puma (Puma concolor), el mapache (Procyon lotor), el oso negro (Ursus americanus altifrontalis), el alce de Roosevelt (Cervus canadensis roosevelti), y los ciervos de cola negra (Odocoileus columbianus).

## Turismo
En la selva húmeda Hoh existe una estación de guardaparques del Servicio de parque nacional, desde la cual parten senderos por el parque nacional. Un sendero corto, cerca del popular centro de visitantes es el Salón de los musgos, que permite a los visitantes tener una impresión de primera mano del ecosistema local.